# ملاكمة محترفة

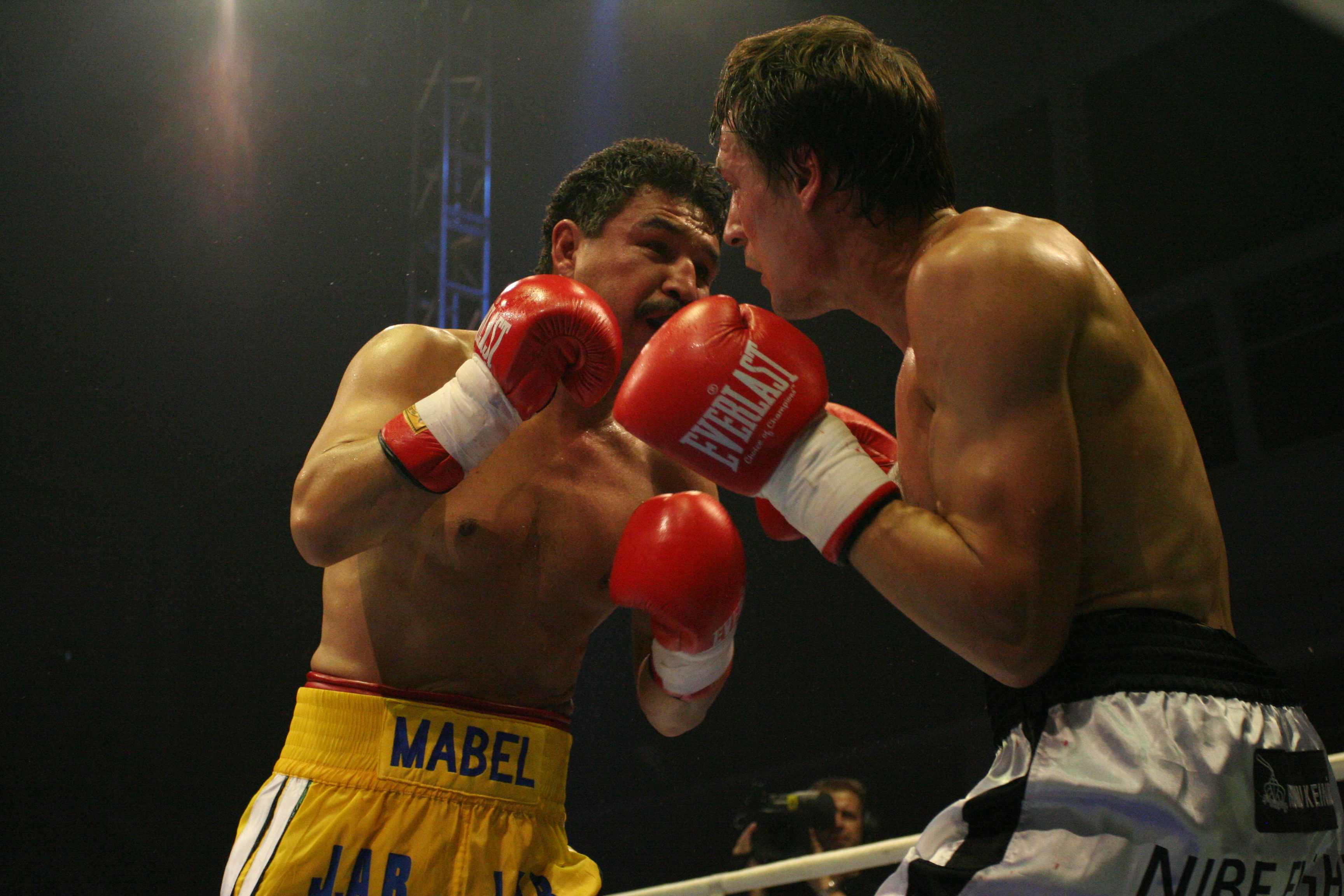
في الملاكمة للمحترفين مباراة بين لويس رامون كامباس وأمين اسيكينين

ظهرت رياضة الملاكمة المحترفة (Professional boxing) أو جوائز المنافسات في أوائل القرن العشرين ; وأكتسبت شرعيتها تدريجيا وتصبح مقرة ومنظمة لتسيير مهنة الملاكمة. تخاض جولات الملاكمة المهنية الاحترافية بمحفظة المزايدة الذي تنقسم بين الملاكمين على النحو الذي يحدده العقد. ويشرف على الجولات جهات أكثر مهنية من قبل سلطة تنظيمية لضمان سلامة المقاتلين. معظم الجولات رفيعة المستوى يجب الحصول فيها على إقرار من هيئة التحكيم أو فرض العقوبات، التي تمنح الجوائز وأحزمة البطولة، وتحدد قواعد اللعبة، وتعين قضاتها وحكامها. الجولات المهنية الاحترافية عادة ما تكون أطول بكثير من جولات الهواة، ويمكن أن تستمر لمدة تصل إلى اثني عشر جولة،
على الرغم ان المعارك ألاقل أهمية يمكن أن تكون قصيرة بقدر أربع جولات. لا يسمح فيها ارتداء القبعات الواقية، ويسمح عموما لاتخاذ العقوبة الملاكمين كبيرة قبل توقف القتال. تمتعت الملاكمة المهنية باضاءات أعلى بكثير من ملاكمة هواة في جميع أنحاء العالم القرن العشرين وما بعده.
الملاكمة المهنية محظورة في بعض البلدان، النرويج، كوبا وكوريا الشمالية.
, كوبا وكوريا الشمالية 

## التاريخ المبكر
في عام 1891، بدأ نادي سبورتنج الوطني (NSC)، وهو ناد خاص في لندن ، تشجيع معارك قفازات المحترفين في أماكن العمل الخاصة بها، وإنشاء تسعة من نظامها من أجل زيادة قواعد كوينزبري.
.